# Macchiaioli

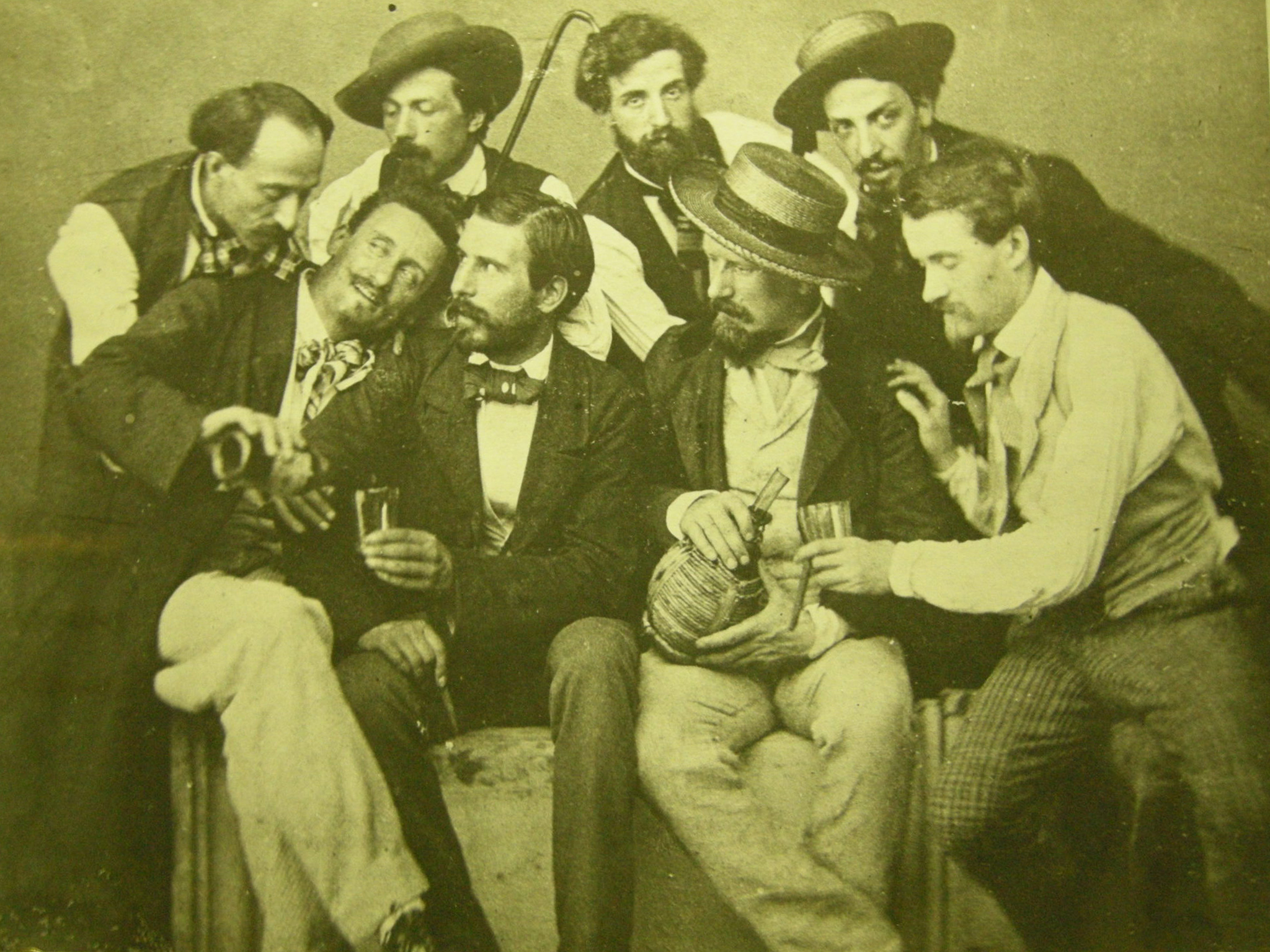
Los «macchiaioli» en el Caffè Michelangiolo, fotografia de l'any 1856.

Els macchiaioli (de l'italià macchia, taca) van conformar un moviment pictòric que es va desenvolupar en la ciutat italiana de Florència durant la segona meitat del segle xix. El terme va ser encunyat el 1862 per un columnista anònim del diari Gazzeta del Popolo, que amb aquesta expressió menyspreadora va definir el grup de pintors que al voltant de 1855 havia originat una renovació antiacadèmica de la pintura italiana. Aquests joves artistes es reunien al Caffè Michelangiolo, a la Via Cavour –en aquells dies Via Llarga–), on bullien les noves idees amb què volien contribuir a la pintura de la seva època.

## Història
El moviment es va proposar renovar la cultura pictòrica nacional. Els «macchiaioli» s'oposaven al romanticisme i a l'academicisme i afirmaven que la imatge de la realitat era un contrast de taques de colors i de clarobscur. Aquests joves idealistes, insatisfets amb l'art de les acadèmies, compartien el desig de revitalitzar l'art italià, emulant l'estructura tonal que admiraven en els vells pintors com a Rembrandt, Caravaggio i Tintoretto. També van trobar la inspiració en les pintures dels seus contemporanis francesos de l'escola de Barbizon.

### Els membres del grup
- Diego Martelli, crític i mecenes
- Giovanni Fattori de Liorna
- Silvestro Lega de Modigliana a la vora de Forlì
- Telemaco Signorini grup teòric, de Florència
- Francesco i Luigi Gioli, Serafino De Tivoli, Odoardo Borrani, Raffaello Sernesi i Adriano Cecioni, escriptor i escultor. Toscans
- Vito D'Ancona de Pesaro
- Giuseppe Abbati de Nàpols
- Vincenzo Cabianca de Verona
- Cristiano Banti de Pisa

### Macchiaioli enfront de l'impressionisme francès
Antonio Puccinelli és considerat el precursor del moviment amb obres com La Passeggiata del Muro Torto, realitzada a la fi de l'any 1852. Segons alguns autors el moviment dels «macchiaioli» es va avançar en 10 anys al sorgiment de l'impressionisme a França. D'altra banda, a Itàlia, la pintura es va desenvolupar principalment a nivell regional, on es destaquen centres com Florència, Roma, Milà, Nàpols i Torí, contràriament a França que es desenvolupa principalment a nivell de la capital, París. A contrari que la majoria dels impressionistes francesos, els integrants del grup dels «macchiaioli» van tenir des del seu inici un obert compromís revolucionari. Els «macchiaioli» desenvolupaven les seves activitats en el medi rural, d'orientació agrícola, mentre que els impressionistes francesos provenien, en la seva majoria, d'un ambient aburgesat.

Erich Steingräber diu que el «macchiaioli»: 
| « | es va negar a dividir la seva paleta als components del color de l'espectre, i no va pintar ombres blaves. És per això que els seus quadres manquen de la llum que tot ho penetra, que eclipsa els colors i els contorns i dona lloc als verismes individuals que és irreprotxable. | » |

## Galeria

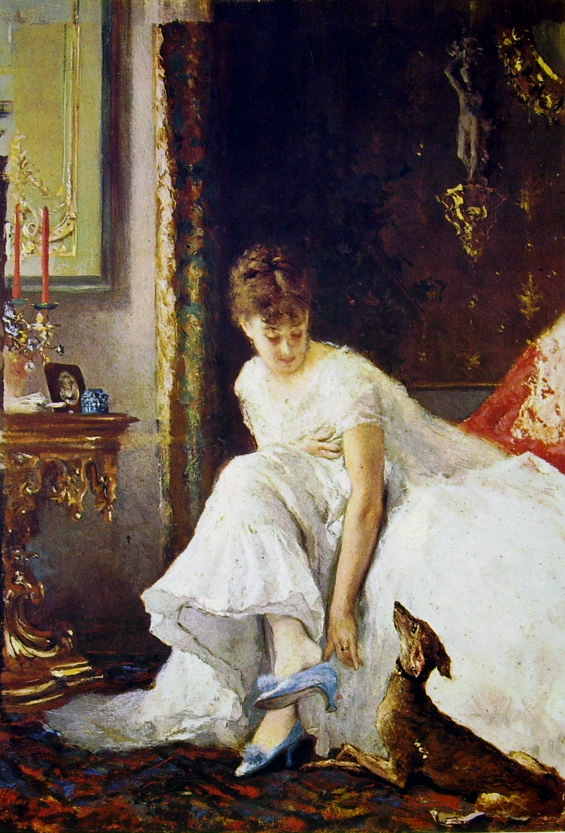
Vito d'Ancona, Lady in white, Modern art gallery de Millà.
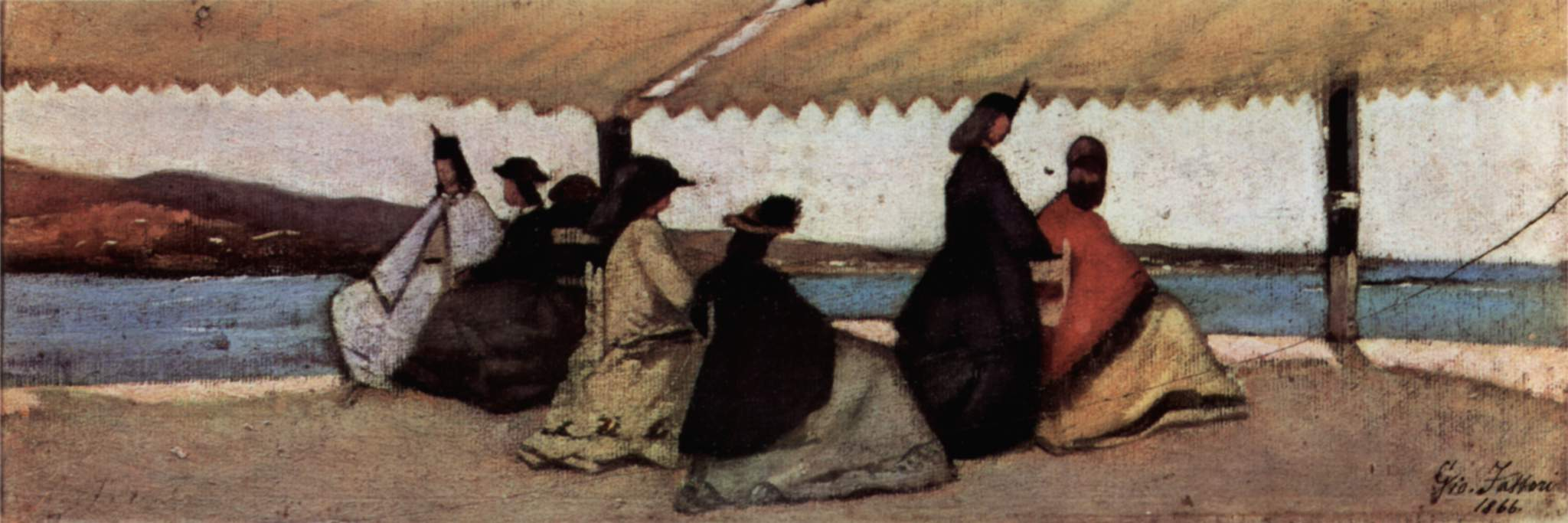
Giovanni Fattori, La Rotonda di Palmieri, 1866,Galleria d'Arte Moderna de Florència.
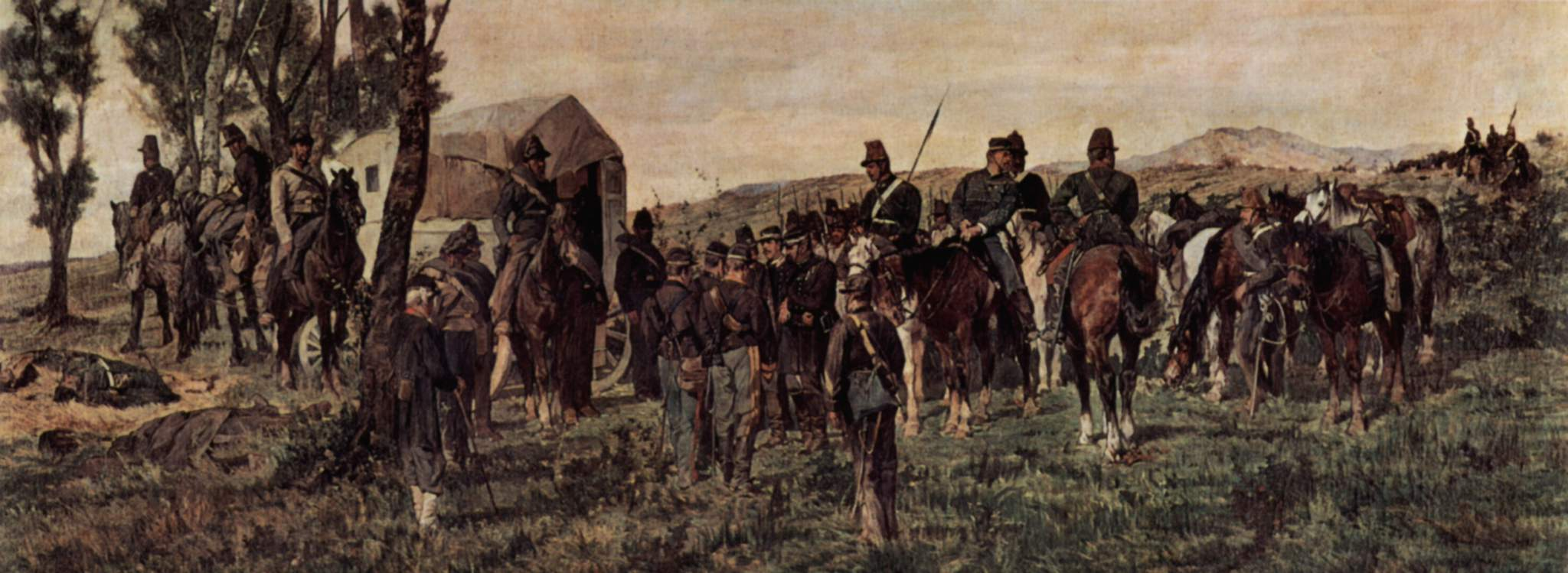
Giovanni Fattori, Prince Amadeo wounded at Custoza
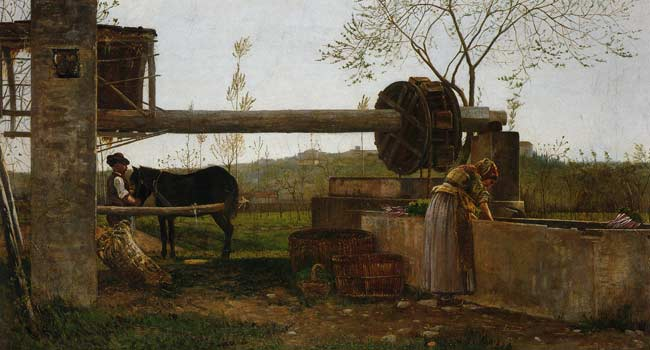
Silvestro Lega, il Bindolo.
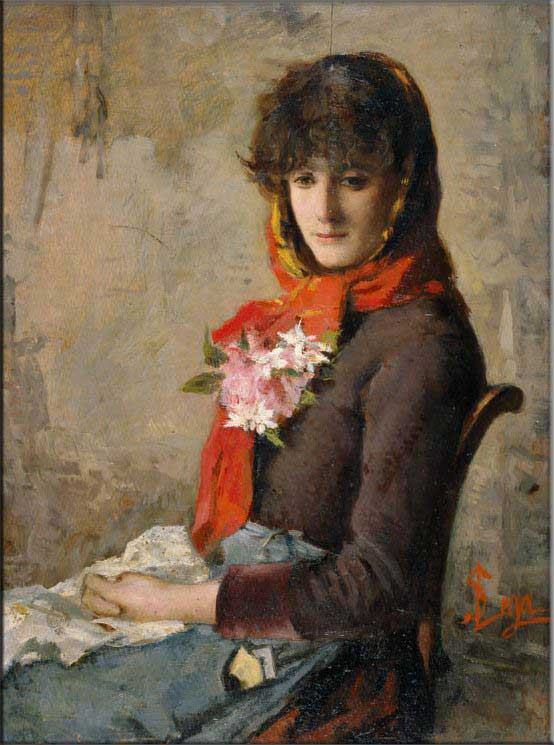
Silvestro Lega, Girl of Crespina.
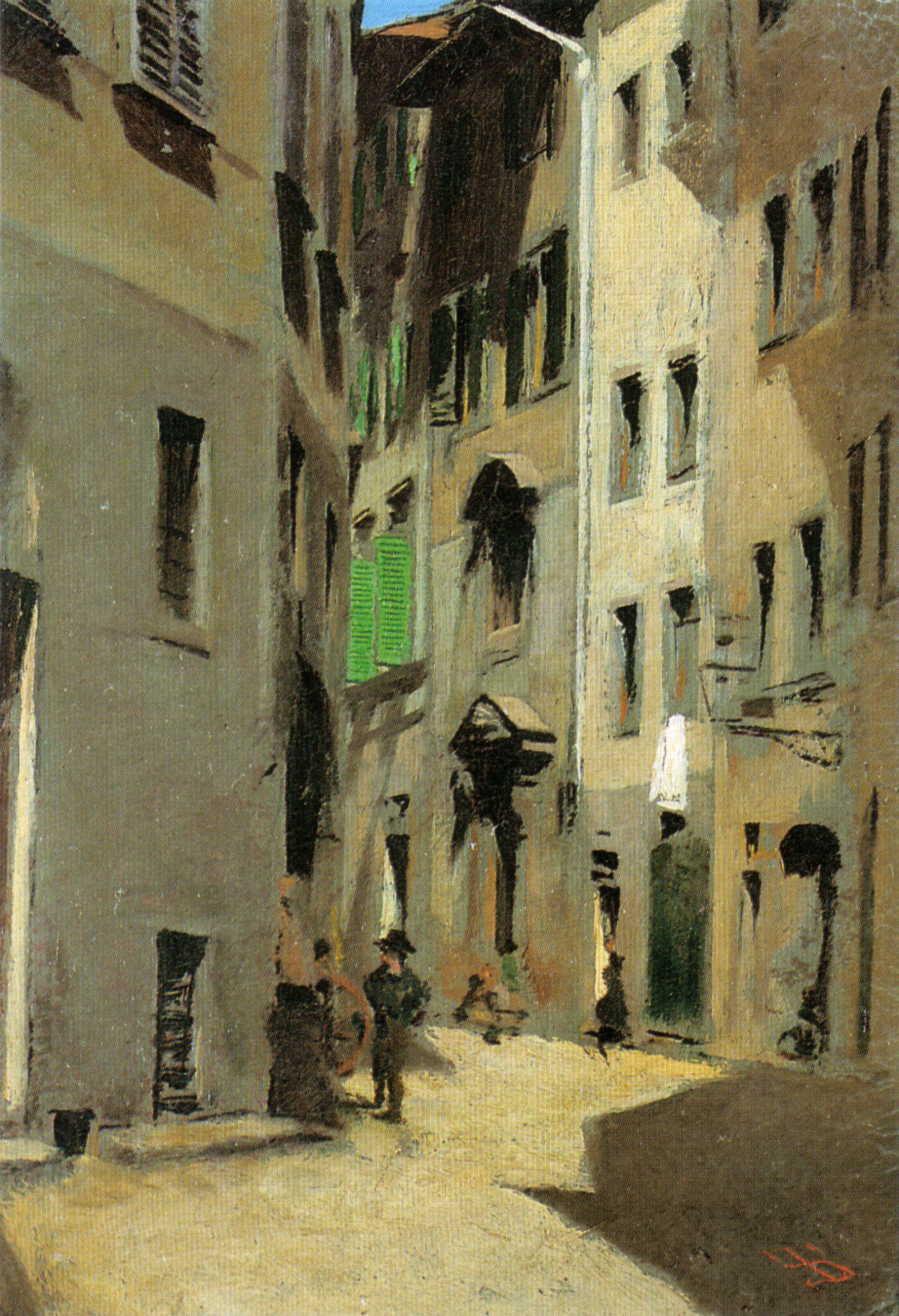
Telemaco Signorini, Via Torta.
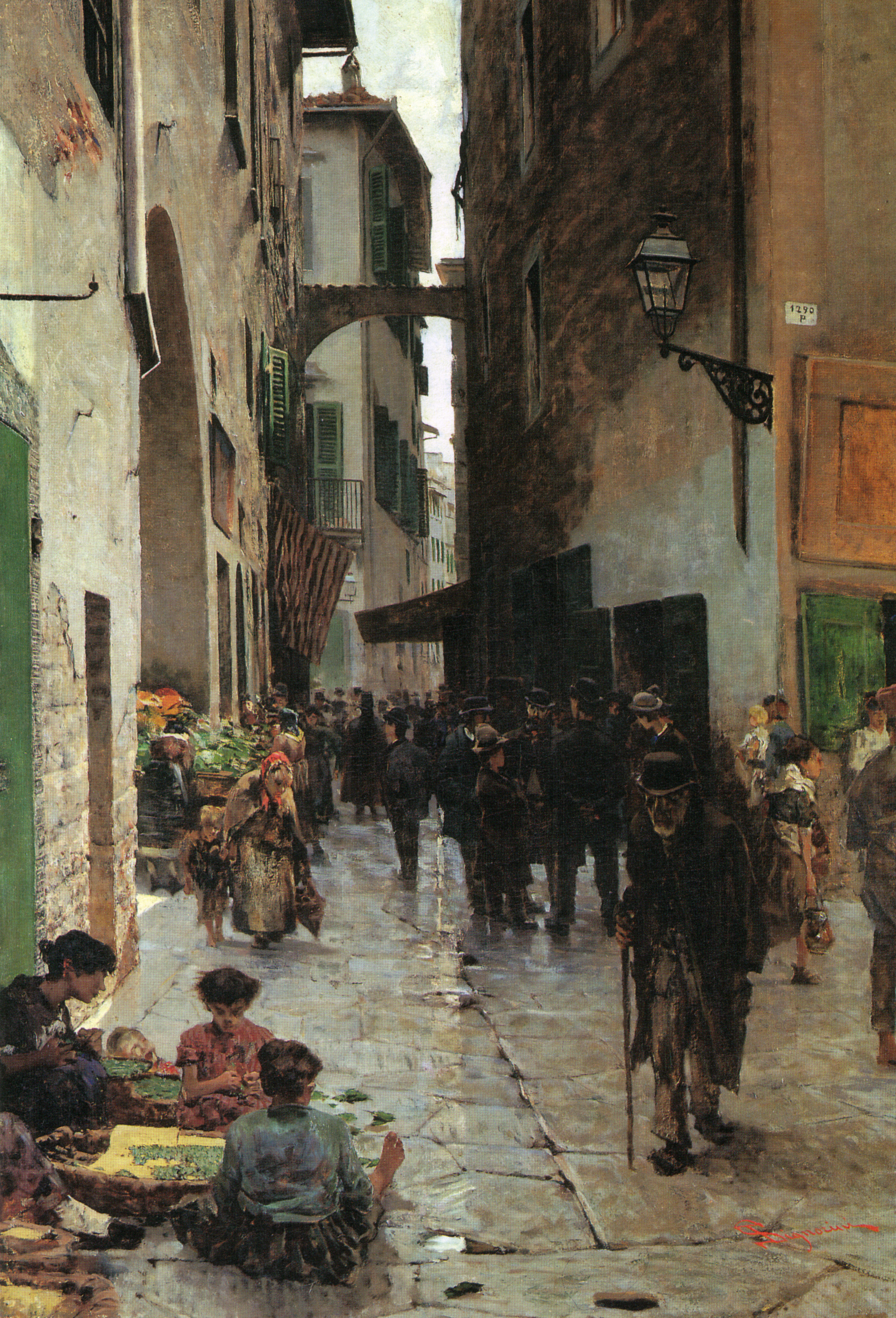
Telemaco Signorini, Il ghetto di Firenze